# 维塔利·德雷克
维塔利·米罗斯拉沃维奇·德雷克（羅馬化：Vitalii Myroslavovych Derekh；1987年9月3日—2022年5月28日），乌克兰记者和士兵，陣亡後在2023年獲追授乌克兰英雄。

## 早年生活
1987年9月3日，维塔利·德雷克出生在捷尔诺波尔。维塔利自6岁起就积极参与乌克兰国家童子军组织 。后来更是成为了童子军团长。16岁时，他参加了橙色革命。2009年起，他成为记者。
2014年2月20日，他在尊严革命期间从Instytutska街拯救了许多伤员。他在《20分钟》报纸工作期间于2013年去了南非进行编辑之旅。
2016年至2018年，维塔利在伊万诺-弗兰科夫斯克市政卫队担任救援人员。2016年，维塔利加入了马耳他救援队，同时学习急救课程，并在捷尔诺波尔领导了几次急救培训。他在马耳他救援队总是参加救援行动。

## 事迹
2014年春至2015年7月，维塔利在艾达尔营服役，并参加了顿巴斯战争。在此期间，他因抢救战友，而被授予三级勇气勋章。
2022年2月24日，俄罗斯入侵乌克兰后，维塔利重返军队。3月，他参加了卢甘斯克州战役和基辅战役，并指挥一个反坦克师摧毁了多辆俄罗斯坦克和其他几辆车辆。5月28日，他在波帕斯纳遭到空袭阵亡，享年34岁。
2022年6月1日，数百名捷尔诺波尔市民涌向主教座堂，向维塔利表达敬意。次日，他被安葬在米库利涅茨克公墓的英雄巷。

## 荣誉
- 乌克兰英雄[1]
- 三级勇气勋章（英语：Order for Courage）[7]
- 捷尔诺波尔州荣誉公民[13]
- 捷尔诺波尔市荣誉市民[14][15]